# El Sombrero (Chubut)
El Sombrero es una localidad argentina ubicada en el departamento Paso de Indios, provincia del Chubut. La localidad se ubica en el cruce de la Ruta Provincial 53 y la Ruta Provincial 27, en las coordenadas 44°10'00"S 68°16'00"O.

## Toponimia
El nombre de la localidad proviene de un cerro mesetario ubicado en las cercanías que posee forma característica de sombrero.
La localidad está casi al frente de la elevación.

## Geografía
Se ubica a 560 m s. n. m. en plena de la meseta patagónica, cerca del centro geográfico de la provincia. En las estancias de los alrededores se realizan actividades ganaderas.